# 龙吟神途
《龙吟神途》是一款由中國杭州跃兔网络自行開發的大型多人在线角色扮演游戏（MMORPG）。

## 玩法
该款2D网游延续了“战、法、道”三职业设定：
- 战士以强有力的体格为基础，特殊的地方在于用剑法及道法等技术。对打猎、战斗比较适用。体力强的战士能带许多东西，即便带沉重的武器及铠甲也可以自由活动。但战士所带的铠甲对魔法的防御能力相对较低。[1]
- 法师以长时间锻炼的内功为基础，能发挥强大的攻击型魔法。魔法攻击卓越。体力较弱，对体力上直接受到攻击的防御能力较低，还有能发挥高水平的魔法时需要较长时间，此时可能受到对方的快速攻击。魔法师的魔法比任何攻击能力都强大，能有效的威胁对方。[2]
- 道士医治用毒，攻守兼备：以强大的精神力作为基础，只能使用治疗术帮助别人。对自然很熟悉，在用毒方面的能力最强。博学多知，能使用剑术和魔法。所以每时每刻都能发挥多样的法术，随机应变性强。[3]

## 发行
游戏分为两版客户端。《龙吟神途》迷你客户端，可以快速进入游戏体验，但在体验过程中，显示可能有轻微延迟。《龙吟神途》完整客户端，可以流畅体验游戏，但需要一定的下载时间。